# Arquipélago de Lamu

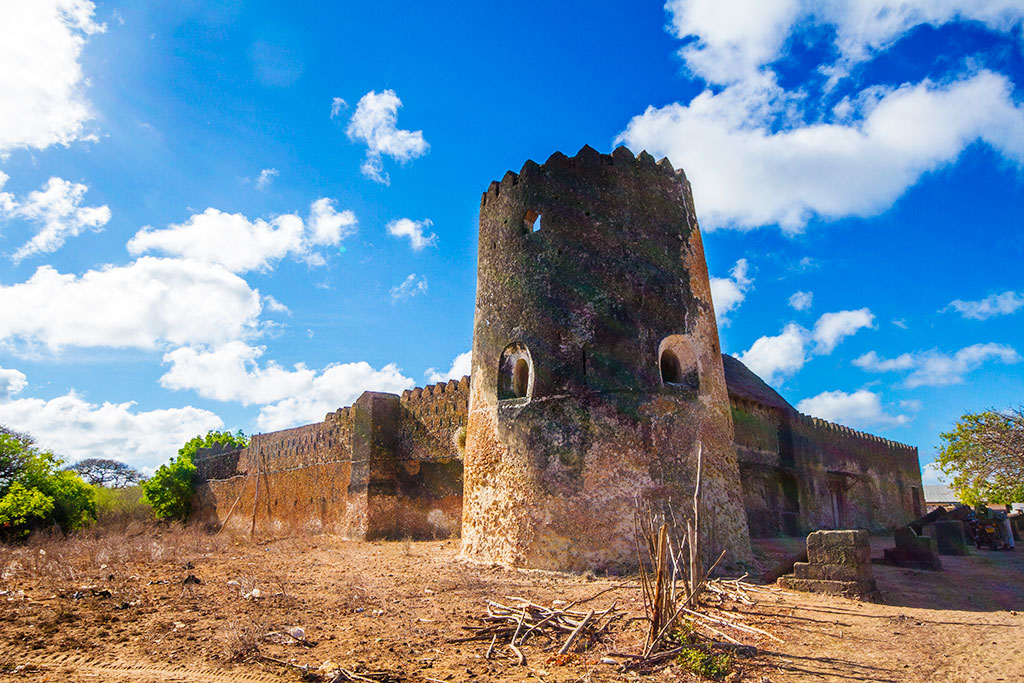
Forte Siyu, na ilha de Pate.

O arquipélago de Lamu é um arquipélago do oceano Índico, localizado no norte do Quênia, país ao qual pertence. Em suas ilhas estão as cidades de Lamu e Kiunga, próximas à província da Costa.
As maiores ilhas são Pate, Manda e Lamu. Entre as menores, está Kiwayu, a qual abriga a Reserva Marinha Nacional de Kiunga. A maior cidade do arquipélago, Lamu, faz parte da lista de Património Mundial da UNESCO.
A formação insular abriga sítios históricos e arqueológicos de grande importância, como Takwa, por exemplo. Alguns deles têm sido escavados parcialmente nos últimos tempos, no intuito de clarificar a história e cultura do povo suaíli.